# Lorrie Morgan
Loretta Lynn "Lorrie" Morgan (27 de junio de 1959) es una cantante estadounidense de música country. Sus tres primeros álbumes la llevaron a la fama, siendo los más conocidos de su producción: Something in Red, Watch Me y Leave the Light On. Sus singles incluyen "What Part of No" y "Five Minutes", ambos N°1 en las listas de la música country.
Comenzó su carrera profesional en 1978, aunque no fue hasta 1989 cuando empezó a destacar en la música country.
Morgan ha tenido cuarenta ingresos a las listas de Billboard Hot Country Songs Charts, incluyendo tres sencillos número uno: "Five Minutes", "What Part of No" y "I Didn't Know My Own Strength", solo con once top-ten adicionales. Morgan tiene grabaciones en colaboración con su padre, así como con Whitley, Randall, Kershaw, the New World Philharmonic y Pam Tillis. También es miembro del Grand Ole Opry. Su estilo musical es definido por una gran influencia por el country pop y su dramática voz cantante, comparada frecuentemente con el estilo de Tammy Wynette.
Lorrie Morgan nació en Nashville, Tennessee.

## Discografía
| Año  | Álbum              |
| ---- | ------------------ |
| 1989 | Leave The Light On |
| 1991 | Something In Red   |
| 1992 | Watch Me           |
| 1994 | War Paint          |
| 1996 | Greater Need       |
| 1997 | Shakin' Things Up  |
| 1998 | Secret Love        |
| 2004 | Show Me How        |
| 2009 | I Walk Alone       |
| 2009 | A Moment in Time   |